# 958

## Události
- na dánský trůn nastupuje Harald I. Modrozub
- Liutprand z Cremony dopsal svou Antapodosis

## Narození
- ? – Basileios II. Bulgaroktonos, byzantský císař († 15. prosince 1025)
- ? – Samuel I., bulharský car († 6. října 1014)

## Úmrtí
- 15. října – Toda, královna Pamplony (* 876)
- pravděpodobně
  - Gorm Starý, dánský král

## Hlavy států
- České knížectví – Boleslav I.
- Papež – Jan XII.
- Anglické království – Edwy
  - Mercie – Edgar
- Skotské království – Indulf
- Východofranská říše – Ota I. Veliký
- Západofranská říše – Lothar I.
- Polsko – Siemomysł
- Dánsko – Gorm Starý – Harald Modrozub
- Norsko – Harald I. Dobrotivý
- Uhry – Takšoň
- První bulharská říše – Petr I. Bulharský
- Byzanc – Konstantin VII. Porfyrogennetos